# نارنجک‌انداز

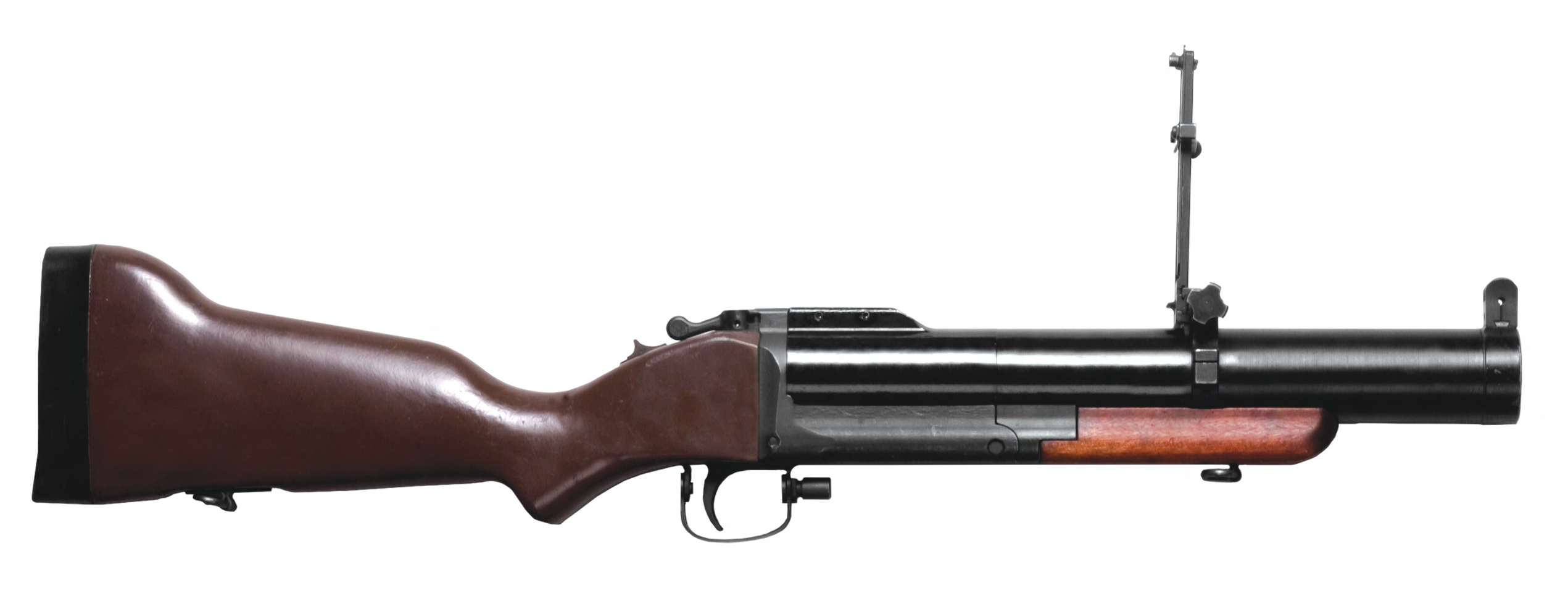
نارنجک‌انداز ام۷۹ آمریکایی

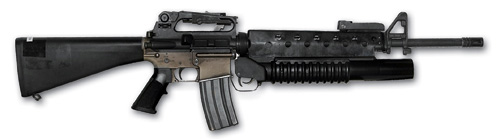
نارنجک‌انداز ام۲۰۳ استاندارد ناتو که زیر تفنگ ام۱۶ نصب شده.

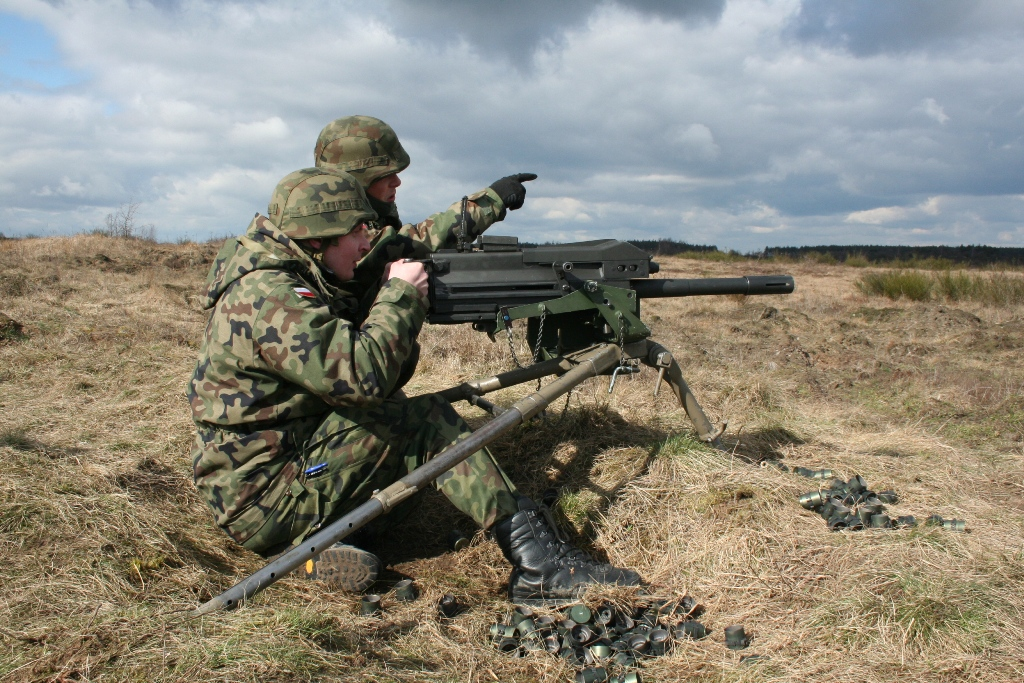
نارنجک‌انداز ام‌کی ۱۹

نارنجک‌انداز نوعی سلاح گرم است که با استفاده از گاز باروت یک نارنجک را با سرعت و دقت بیشتر و در فاصله‌های دورتر از آنچه یک سرباز می‌تواند آن را با دست پرتاب کند، شلیک می‌کند.
نارنجک‌اندازها در دو شکل کلی ساخته می‌شوند. برخی یک سلاح مستقل (فقط برای شلیک نارنجک) هستند که به صورت تک تک یا به صورت مسلسل نارنجک را شلیک می‌کنند. برخی دیگر نیز به صورت یک دستگاه اضافه شونده به زیر لوله تفنگ‌ها ساخته می‌شوند.